# Annaphila divinula
Annaphila divinula är en fjärilsart som beskrevs av Augustus Radcliffe Grote 1878. Annaphila divinula ingår i släktet Annaphila och familjen nattflyn. Inga underarter finns listade i Catalogue of Life.